# Sium suave
Sium suave är en växtart i släktet vattenmärken (Sium) och familjen flockblommiga växter. Den beskrevs av Thomas Walter 1788.
Sium suave är en perenn ört som förekommer i tempererade områden i Nordamerika och östra Asien. Den kan lätt förväxlas med den giftiga växten Cicuta maculata och de hittas i Nordamerika ofta bredvid varandra.